# II. třída okresu Prachatice
II. třída okresu Prachatice (Okresní přebor II. třídy) patří společně s ostatními druhými třídami mezi osmé nejvyšší fotbalové soutěže v Česku. Je řízena Okresním fotbalovým svazem Prachatice. Účastní se ji 14 týmů z okresu Prachatice, každý s každým hraje jednou na domácím hřišti a jednou na hřišti soupeře. Celkem se tedy hraje 26 kol.

## Vítězové

### II. třída okresu Prachatice skupina A
| Ročník    | Vítězný tým       |
| --------- | ----------------- |
| 2003/2004 | SK Vacov          |
| 2004/2005 | SK Vacov „B“      |
| 2005/2006 | Šumavan Vimperk   |
| 2006/2007 | TJ Slavoj Husinec |
| 2007/2008 | TJ Sokol Zdíkov   |
| 2008/2009 | TJ Slavoj Husinec |
| 2009/2010 | TJ Vitějovice     |
| 2010/2011 | TJ Sokol Záblatí  |
| 2011/2012 | FC Pěčnov         |
| 2012/2013 | TJ Sokol Záblatí  |
| 2013/2014 | FC Vlachovo Březí |
| 2014/2015 | TJ Slavoj Husinec |
| 2015/2016 | TJ Sokol Záblatí  |
| 2016/2017 | TJ Sokol Zdíkov   |
| 2017/2018 | TJ Sokol Záblatí  |
| 2018/2019 |                   |

### II. třída okresu Prachatice skupina B
| Ročník    | Vítězný tým             |
| --------- | ----------------------- |
| 2008/2009 | SK Český křišťál Lenora |
| 2009/2010 | SK Český křišťál Lenora |
| 2010/2011 | FC Vlachovo Březí ???   |
| 2011/2012 | TJ Tatran Volary        |
| 2012/2013 | Soutěž se nehrála.      |
| 2013/2014 | Soutěž se nehrála.      |
| 2014/2015 | SK Vacov „B“            |
| 2015/2016 | Soutěž se nehrála.      |
| 2016/2017 | Soutěž se nehrála.      |
| 2017/2018 | Soutěž se nehrála.      |
| 2018/2019 |                         |